# Ribeira da Prainha
A Ribeira da Prainha é um curso de água português, localizado na freguesia açoriana do São Mateus, concelho da Madalena, ilha do Pico, arquipélago dos Açores, dentro das coordenadas de Latitude de 38° 25' 60 Norte e Longitude de 28° 25' 0 Oeste.
Este curso de água encontra-se geograficamente localizado na parte Oeste da ilha e tem a sua origem a cerca de 700 metros de altitude, no interior de uma zona forte declive. O seu percurso que passa junto ao sopé da elevação do Valagão, atravessa zonas de forte povoamento florestal onde existe uma abundante floresta endémica típica da Laurissilva característica da Macaronésia. Desagua no Oceano Atlântico próxima aoPorto da Prainha, entre as localidades São Caetano e de São Mateus.